# شهرستان پنوفسکی
شهرستان پنوفسکی (به لاتین: Penovsky District) یک شهرستان در روسیه است که در استان تور واقع شده‌است.